# Metazygia
Metazygia is een geslacht van spinnen uit de  familie van de wielwebspinnen (Araneidae).

## Soorten
- Metazygia adisi Levi, 1995
- Metazygia aldela Levi, 1995
- Metazygia amalla Levi, 1995
- Metazygia arnoi Levi, 1995
- Metazygia atalaya Levi, 1995
- Metazygia atama Levi, 1995
- Metazygia bahama Levi, 1995
- Metazygia bahia Levi, 1995
- Metazygia barueri Levi, 1995
- Metazygia benella Levi, 1995
- Metazygia bolivia Levi, 1995
- Metazygia calix (Walckenaer, 1841)
- Metazygia carimagua Levi, 1995
- Metazygia carolinalis (Archer, 1951)
- Metazygia carrizal Levi, 1995
- Metazygia castaneoscutata (Simon, 1895)
- Metazygia cazeaca Levi, 1995
- Metazygia chenevo Levi, 1995
- Metazygia chicanna Levi, 1995
- Metazygia cienaga Levi, 1995
- Metazygia corima Levi, 1995
- Metazygia corumba Levi, 1995
- Metazygia crabroniphila Strand, 1916
- Metazygia crewi (Banks, 1903)
- Metazygia cunha Levi, 1995
- Metazygia curari Levi, 1995
- Metazygia dubia (Keyserling, 1864)
- Metazygia ducke Levi, 1995
- Metazygia enabla Levi, 1995
- Metazygia erratica (Keyserling, 1883)
- Metazygia floresta Levi, 1995
- Metazygia genaro Levi, 1995
- Metazygia genialis (Keyserling, 1892)
- Metazygia goeldii Levi, 1995
- Metazygia gregalis (O. P.-Cambridge, 1889)
- Metazygia ikuruwa Levi, 1995
- Metazygia incerta (O. P.-Cambridge, 1889)
- Metazygia ipago Levi, 1995
- Metazygia ipanga Levi, 1995
- Metazygia isabelae Levi, 1995
- Metazygia ituari Levi, 1995
- Metazygia jamari Levi, 1995
- Metazygia keyserlingi Banks, 1929
- Metazygia lagiana Levi, 1995
- Metazygia laticeps (O. P.-Cambridge, 1889)
- Metazygia lazepa Levi, 1995
- Metazygia levii Santos, 2003
- Metazygia limonal Levi, 1995
- Metazygia lopez Levi, 1995
- Metazygia loque Levi, 1995
- Metazygia manu Levi, 1995
- Metazygia mariahelenae Levi, 1995
- Metazygia matanzas Levi, 1995
- Metazygia moldira Levi, 1995
- Metazygia mundulella (Strand, 1916)
- Metazygia nigrocincta (F. O. P.-Cambridge, 1904)
- Metazygia nobas Levi, 1995
- Metazygia octama Levi, 1995
- Metazygia oro Levi, 1995
- Metazygia pallidula (Keyserling, 1864)
- Metazygia paquisha Levi, 1995
- Metazygia pastaza Levi, 1995
- Metazygia patiama Levi, 1995
- Metazygia peckorum Levi, 1995
- Metazygia pimentel Levi, 1995
- Metazygia redfordi Levi, 1995
- Metazygia rogenhoferi (Keyserling, 1878)
- Metazygia rothi Levi, 1995
- Metazygia samiria Levi, 1995
- Metazygia saturnino Levi, 1995
- Metazygia sendero Levi, 1995
- Metazygia serian Levi, 1995
- Metazygia silvestris (Bryant, 1942)
- Metazygia souza Levi, 1995
- Metazygia taman Levi, 1995
- Metazygia tanica Levi, 1995
- Metazygia tapa Levi, 1995
- Metazygia uma Levi, 1995
- Metazygia uraricoera Levi, 1995
- Metazygia uratron Levi, 1995
- Metazygia valentim Levi, 1995
- Metazygia vaupes Levi, 1995
- Metazygia vaurieorum Levi, 1995
- Metazygia viriosa (Keyserling, 1892)
- Metazygia voluptifica (Keyserling, 1892)
- Metazygia voxanta Levi, 1995
- Metazygia wittfeldae (McCook, 1894)
- Metazygia yobena Levi, 1995
- Metazygia yucumo Levi, 1995
- Metazygia zilloides (Banks, 1898)